# شانكار تاكر
شانكار تاكر (بالإنجليزية: Shankar Tucker)‏ هو عازف كلارينيت أمريكي، ولد في 31 يوليو 1987 في ماساتشوستس في الولايات المتحدة.

## وصلات خارجية
- شانكار تاكر على موقع ميوزك برينز (الإنجليزية)
- شانكار تاكر على موقع ديسكوغز (الإنجليزية)